# Nicholas Ludford
Nicholas Ludford (c. 1485 – Westminster, 9 août 1557) est un compositeur anglais de l'époque Tudor. Il est connu pour ses messes festives conservées dans deux livres de chœur du début du XVIe siècle, le livre de chœur de Caius au Caius College de Cambridge et le livre de chœur de Lambeth au Lambeth Palace à Londres. Ses antiennes, toutes incomplètes, qui nous sont parvenues sont copiées dans les Peterhouse Partbooks (jeu Henrican). Ludford est bien connu comme étant le compositeur de l'unique cycle survivant de Lady masses, arrangements à petite échelle de l’Ordinary and Propers en trois parties destinés à être chanté dans les petites chapelles des institutions religieuses chaque jour de la semaine.
La carrière de compositeur de Ludford, qui semble avoir pris fin en 1535, est considérée comme comblant l'écart entre la musique de Robert Fayrfax et celle de John Taverner (1495–1545). Le musicologue David Skinner appelle Ludford « un des derniers génies méconnus de la polyphonie de l'époque Tudor ». Dans son Oxford History of English Music, John Caldwell observe à propos des messes en six parties et du magnificat Benedicta de Ludford qu'il « est plus qu'étonnant qu'une pareille maîtrise puisse être montrée par un compositeur dont pratiquement rien n'était connu jusqu'à l'époque moderne ».

## Biographie
On sait peu de choses sur Ludford par rapport à ses contemporains Robert Fayrfax et John Tavener, mais nous pouvons retracer sa vie au moyen des quelques mentions que nous avons de lui dans les documents de la St Stephen's Chapel (en) et de l'église Ste-Margaret de Westminster. La première référence dont nous disposons date de janvier 1517 lorsqu'il loue un logement dans King street appartenant à l'abbaye de Westminster. Cela peut suggérer qu'il a exercé une fonction de chanteur dans le chœur des Lady masses de l'abbaye  ou à l'église paroissiale de St Margaret, avec laquelle Ludford conserve une profonde relation toute sa vie. Il n'y a aucune trace que Ludford a été employé dans l'un des prestigieux chœurs de maison ou chapelle à Londres aussi reconstituer son début de carrière est une question qui relève de la spéculation.
En 1521, Ludford rejoint la Fraternity of St Nicholas au titre de clericus, guilde de musiciens dont l'affiliation était une étape essentielle dans la vie d'un musicien de Londres. Cela nous permet d'estimer que Ludford est né dans le courant de l'année 1485. En 1522, il quitte son logement de King street et prend un logement ailleurs. Cela peut-être parce qu'il a quitté son emploi à l'Abbaye de Westminster et a commencé à travailler à la chapelle collégiale de St-Etienne, Westminster (ou pour lui donner son titre complet, « the Royal Free Chapel of the Blessed Virgin Mary and St Stephen the Protomartyr »). L'emploi de Ludford y est mentionné dans les comptes établis à la dissolution de la chapelle en 1547 qui indiquent que Ludford commencent à travailler comme bedeau le 30 septembre 1527. Ce titre ne signifie pas que Ludford était simplement un gardien des accoutrements du culte ; le terme prend un sens différent à partir d'environ 1460 quand, comme le fait remarquer Roger Bowers, les deux fondations de St-Etienne et Saint-Georges à Windsor, décident d'employer à temps plein un musicien de haut niveau. Le poste de bedeau est confié aux bien établis John Bedyngham et John Plummer, à Westminster et Windsor respectivement. Pendant ce temps, les fonctions réelles de bedeau sont transférés à la « subsexton ». À cette époque, Ludford est aussi un paroissien ordinaire de l'église Sainte-Marguerite de Westminster.
L'emploi de Ludford à St Etienne est décrit comme des « services multiples en matière de chant et jeu d'orgue ». Comme Nicholas Sandon l'a suggéré, un tel poste aurait probablement été précédé d'une période de probation étant donné le niveau élevé de composition de musique dans ce qui était alors une « église collégiale immensément prestigieuse » (Bowers). Cela signifie qu'il aurait pu être employé en tant que chanteur dès 1524 et jugé apte à diriger la composition de musique de la chapelle en 1527. Il n'est cependant pas maître de chœurs et il est plus probable qu'il jouait de l'orgue pour les alternatim Lady masses et chantait pour les messes festives si nécessaire.
À cette période, le travail de Ludford semble s'être étendu à l'extérieur de St-Etienne. En 1533, il est payé par St Margaret pour un livre de chœur contenant probablement ses propres compositions et celles d'un compositeur qu'il admirait beaucoup, Robert Fayrfax. Il y avait environ six livres de chœur utilisés autour de Westminster à cette époque et il a même été suggéré par David Skinner que Ludford a peut-être été en partie responsable de la création du livre de chœur de Caius qui contient cinq magnificats et dix messes.
Il y a plus d'information sur l'engagement de Ludford à St Margaret dans les comptes-rendus de marguillier de l'église dont Ludford est témoin en 1537, 1542, 1547, 1549, 1551 et 1556. De 1552 à 1554 il est marguillier lui-même et en tant que tel, aurait été responsable de superviser la restauration du rite catholique de Mary Ire à l'église. St Margaret devient évidemment son principal centre d'intérêt après la dissolution de St Etienne en 1547 (les employés sont mis à la retraite seulement en 1549 et Ludford reçoit 12 £, l'équivalent de son salaire annuel). Cela dans le cadre de la fermeture complète par Édouard VI des fondations collégiales, et il a été diversement suggéré que soit St-Etienne n'a pas obéi aux ordres d'Édouard d'enseigner de nouvelles idées protestantes ou il n'y avait tout simplement plus aucune utilité pour ce lieu.
Ludford a été marié deux fois. Il épouse sa première femme en 1543 selon Skinner. Elle a dû mourir parce qu'il épouse Helen (ou Elen) Thomas à St Margaret en 1554. Cela donne à penser qu'il était en bonne santé et même dans son testament rédigé trois mois avant sa mort (4 mai), il est décrit comme étant « hole in bodye and perfyght in remembraunce ». « Nycolace Ludfoorthe âgé » est mort et a été enterré le 9 août 1557 dans l'église Sainte-Marguerite. Skinner suggère – comme le testament semble avoir été terminé dans l'urgence – que l'épidémie de grippe qui balayait alors l'Angleterre a pu être le coup fatal pour le compositeur âgé.

## Musique

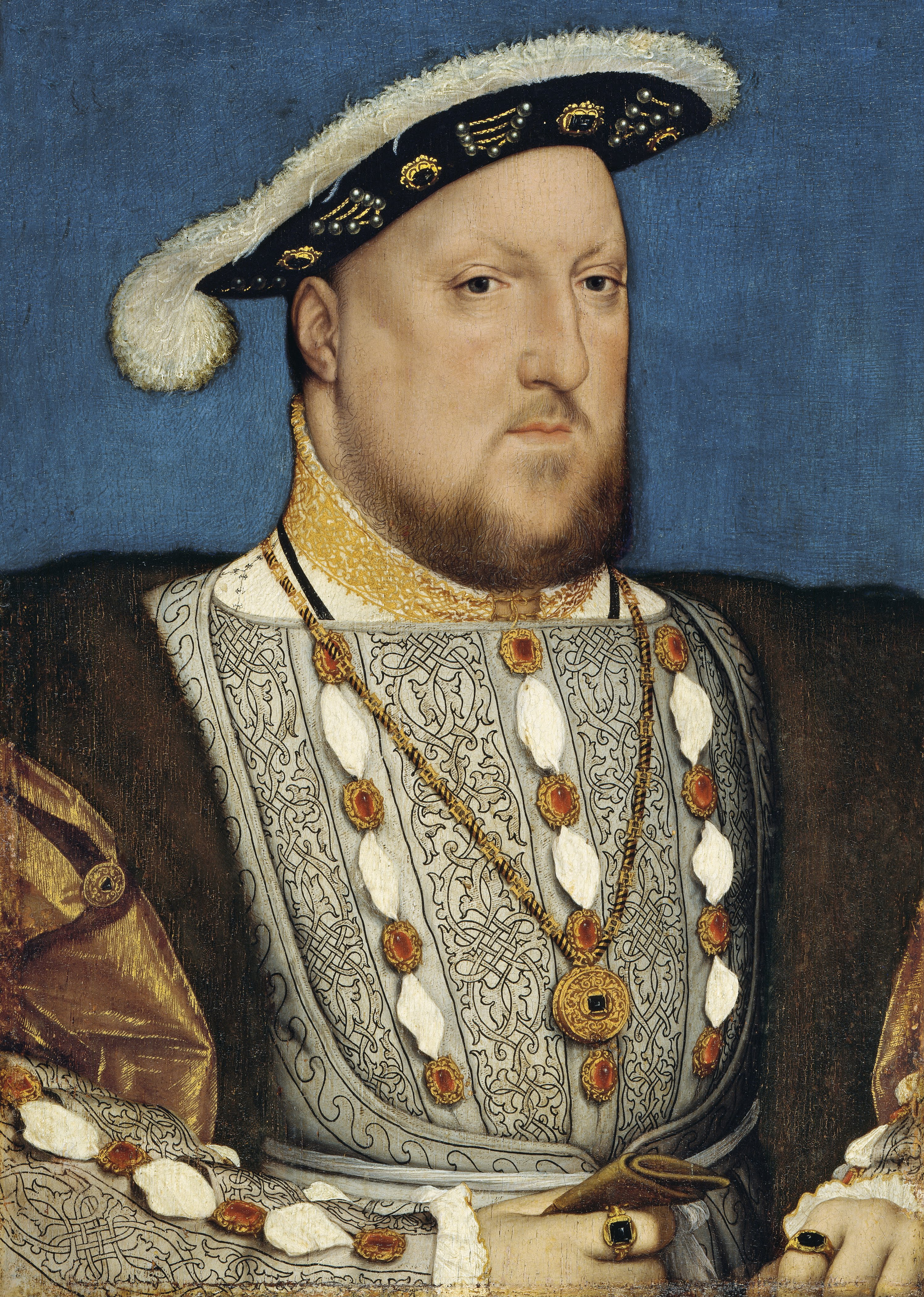
Henri VIII possédait des copies des Lady masses de Ludford, mais Ludford n'a jamais écrit dans les nouveaux styles exigés par la réforme de l'église anglaise de Henri.

Contrairement à quelques compositeurs de l'époque tels que Thomas Tallis (c. 1505–1585) et John Sheppard (c. 1513–1558), Ludford ne semble pas avoir adapté son style aux exigences de la Réforme anglaise et aucune composition n'est signalée sous son nom après environ 1535. Les raisons en sont peut-être qu'il était trop pieux et ne voulait pas édulcorer son style catholique élevé ou que Ludford occupait une génération historiquement mal placée : trop jeune pour être mort comme Fayrfax avant la tourmente religieuse, mais trop vieux pour avoir été en mesure d'adopter et d'apprendre de nouveaux styles.
Le style musical de Ludford se distingue par l'abondance des mélodies et l'utilisation imaginative de la tessiture vocale. Comme John Taverner, Ludford cherche un effet d'exubérance et de grandeur et son œuvre a été décrite comme contenant des « détails fleuris ». Du point de vue de John Caldwell, bien que la musique de Ludford est moins variée que celle de Taverner, elle est plus expérimentale. Caldwell considère Ludford comme l'égal de Taverner en compétence contrapuntique et en sensibilité à la voix humaine.
Ludford a écrit 17 messes connues, un plus grand nombre que tout autre compositeur anglais de l'époque. Trois d'entre elles sont maintenant perdues et trois survivent seulement sous forme de fragments. Toutes les messes de Ludford commencent avec un « motif de tête », passage similaire au début de chaque section. Son cycle de sept Lady masses à trois parties (messes chantées en l'honneur de la Vierge Marie) est unique. Ces messes font partie d'une collection de manuscrits  qui a appartenu à Henry VIII et sa reine catholique, Catherine d'Aragon. Les Lady masses ont sans doute été écrites pour être chantées chaque jour à la chapelle St Stephen.
Les quelques références contemporaines à Ludford suggèrent qu'il était un homme secret et très religieux. Il n'est pas renommé en son temps et son travail ne peut être identifié avec aucun des principaux événements de l'époque. En 1597, le compositeur élisabéthain Thomas Morley (c. 1557–1602), dans son Introduction to Practicall Music, désigne Ludford comme une « autorité » mais au XVIIe siècle, la musique de Ludford est négligée et finalement oubliée. En 1913, l'érudit H. B. Collins attire l'attention sur Ludford dont les messes non publiées sont alors chantées par le chœur de cathédrale de Westminster sous la direction de Sir Richard Terry (en). Dans les années 1960 et 70, le spécialiste John Bergsagel publie l'ensemble des messes de Ludford et rédige des commentaires sur son œuvre. Les premiers enregistrements des œuvres de Ludford, selon des éditions de David Skinner, sont réalisés en 1993–95 par l'ensemble The Cardinall's Musick dirigé par Andrew Carwood (en). Parmi les additions importantes enregistrées depuis figurent le disque lauréat du prix Gramophone par le « New College Choir » d'Oxford, qui comprend la Missa Benedicta et les antiennes votives Ave Cuius Conceptio et Domine Jesu Christe. C'est le seul enregistrement à présenter des aiguës et une merveilleuse recréation de la façon dont la musique de Ludford aurait sonné.

## Œuvres
Certaines œuvres ont survécu, mais certaines parties sont manquantes. La source principale étant le Caius and Lambeth Choirbooks, noté (∗).
- Missa Benedicta, à six voix (∗)
- Christe virgo dilectissima, à cinq voix (∗)
- Missa Inclina cor meum Deus, à cinq voix
- Missa Lapidaverunt Stephanum, à cinq voix (∗)
- Missa Le roy, à quatre voix (Add.30520)
- Missa Regnum mundi, à cinq voix
- Missa Videte miraculum, à six voix (∗)
- 7 alternatim ferial Lady masses, à trois voix
- Magnificat Benedicta et venerabilis, à six voix (∗)
- Ave cuius conceptio, à cinq voix
- Ave Maria ancilla Trinitatis, à cinq voix
- Gaude flore virginali (Ms. Arundel Castle A340)
- Domine Jesu Christe, à cinq voix
- Salve regina mater misericordie, à cinq voix
- Salve regina pudica mater

En outre sont citées, dans un index perdu du Merton College (Oxford, 62.f.8) : Missa Tecum principium ; Missa Requiem eternam ; Missa Sermone blando (perdues) 